# Talk to Me (film, 1996)
Pour les articles homonymes, voir Talk to Me.
Talk to Me est un téléfilm américain de Graeme Campbell diffusé en 1996.

## Synopsis
Diane Shepherd est une jeune productrice de talk-show idéaliste. Elle se heurte aux exigences de son patron, plus soucieux des audiences que de l'intégrité des sujets traités. Le film plonge dans les dilemmes éthiques et moraux auxquels Diane fait face lorsqu'elle produit une émission centrée sur une jeune prostituée en quête de rédemption. En essayant d'aider cette femme, Diane réalise qu'elle risque d'aggraver la situation, ce qui l'amène à remettre en question les pratiques médiatiques.

## Fiche technique
Sauf indication contraire, les informations mentionnées dans cette section peuvent être confirmées par la base de données cinématographiques IMDb,  présente dans la section « Liens externes ».
- Titre : Talk to Me
- Titre original : Talk to Me
- Réalisation : Graeme Campbell
- Scénario : Dan Bronson
- Photographie : Richard Leiterman
- Montage : Lance Luckey
- Musique : Dan Raziel
- Production : Steve White
- Date de première diffusion : 20 octobre 1996
- Genre : Drame, thriller
- Durée : 78 minutes

## Distribution
- Yasmine Bleeth : Diane Shepherd
- Veronica Hamel : Sadie
- Peter Scolari : Howard Grant
- Jenny Lewis : Kelly Reilly
- Ricky Paull Goldin : Dwayne
- Kirsten Kieferle : Jenny
- Philip Akin : Public Defender
- Alex Carter : Mark Holston
- Kevin Jubinville : Jeffrey Madden
- Stavroula Logothettis : Teri
- Brad Austin : Jimmy
- Walter Alza : Pusher[1]